# Sally Brown

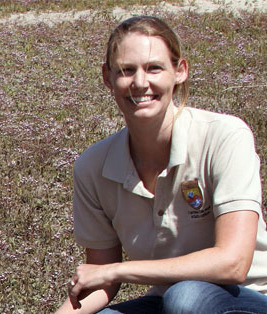
Sally Brown (2015)

Sally Brown ist eine britische Küstenforscherin. Sie forscht an der Bournemouth University und befasst sich mit den Auswirkungen des Meeresspiegelanstiegs im Rahmen des Klimawandels.

## Leben
Sally Brown promovierte 2008 an der University of Southampton.
Sie arbeitete u. a. am Tyndall Centre for Climate Change Research der Universität Southampton.
2016 nahm sie am Royal Society Scientist / Parliamentary Pairing Scheme teil, bei welchem Wissenschaftler und Parlamentarier ihre jeweilige Arbeit kennen lernen. Sie arbeitet dabei mir Rory Stewart und Desmond Swayne zusammen.
2018 begann sie in Teilzeit an der Bournemouth University zu arbeiten. 2020 verließ Sally Brown die Universität Southampton vollständig und wurde stellvertretende Leiterin für Life & Environmental Sciences an der Bournemouth University.

## Wirken
Browns Interessen liegen in den Bereichen der Küstengeomorphologie, der Auswirkungen des Meeresspiegelanstiegs, der Anpassung an den Klimawandel auf lokaler und weltweiter Ebene sowie der langfristigen Nachhaltigkeit von Küstengebieten. Ihre Forschung bezieht sich dabei auf physikalische und gesellschaftliche Wechselwirkungen in der Küstenregion. Ein besonderer Schwerpunkt liegt dabei auf Entwicklungsländern wie den Malediven und China.
Brown ist eine der Verfasserinnen des Sonderberichts zur globalen Erwärmung von 1,5 Grad des IPCC (2018).

## Veröffentlichungen (Auswahl)
- Soft cliff retreat adjacent to coastal defences, with particular reference to Holderness and Christchurch Bay, UK. 2008.
- J. A. Dearing, R. Wang, K. Zhang, J. G. Dyke, H. Haberl, M. S. Hossain, … und J. Carstensen: Safe and just operating spaces for regional social-ecological systems. In: Global Environmental Change. Band 28, 2014, S. 227–238.
- J. W. Hall, S. Brown, R. J. Nicholls, N. F. Pidgeon und R. T. Watson: Proportionate adaptation. In: Nature Climate Change. Band 2, Nr. 12, 2012, S. 833.
- R. J. Nicholls, N. Marinova, J. A. Lowe, S. Brown, P. Vellinga, D. De Gusmao, … und R. S. Tol: Sea-level rise and its possible impacts given a “beyond 4 C world” in the twenty-first century. In: Philosophical Transactions of the Royal Society of London A: Mathematical, Physical and Engineering Sciences. Band 369, Nr. 1934, 2011, S. 161–181.
- Declan Conway, Robert J. Nicholls, Sally Brown et al., The need for bottom-up assessments of climate risks and adaptation in climate-sensitive regions in Nature Climate Change, Juni 2019, S. 503–511, Online
- Ove Hoegh-Guldberg, Daniela Jacob, Sally Brown et al., The human imperative of stabilizing global climate change at 1.5°C in Science, September 2019, Online
- Sien van der Plank, Sally Brown, Robert J. Nicholls, Managing coastal flood risk to residential properties in England: integrating spatial planning, engineering and insurance in International Journal of Disaster Risk Reduction, Januar 2021, ISSN 2212-4209, Online